# 德布里辰
德布里辰是德国图林根州的一个市镇。总面积8.33平方公里，总人口219人，其中男性117人，女性102人（2011年12月31日），人口密度26人/平方公里。